# التيار القطبي
القطبية أو القطبيون أو الفكر القطبي أو التيار القطبي ويعرف أيضاً بـ الإسلام الحركي أو التيار الحركي أو الحركيون هي حركة فكرية إسلامية تنسب إلى سيد قطب أحد الأدباء الذي انتمى إلى الإخوان المسلمين بعد مقتل مؤسسها حسن البنا وأعاد بلورة أفكاره على ضوء أفكارها ثم صاغ لنفسه نظرية جديدة للحركة الإسلامية تخالف نظرية الإخوان طرحها من خلال كتابيه في ظلال القرآن ومعالم في الطريق. تتركز أفكار الدعوة القطبية في أن المجتمعات المعاصرة مجتمعات جاهلية بما فيها المجتمعات الإسلامية وكفر الحكومات القائمة في بلاد المسلمين والتنظير لتوحيد الحاكمية وعدم جواز المشاركة في الحكم أو ممارسة العمل السياسي في ظل الحكومات الكافرة ووجوب جهاد الحكومات الكافرة ورفض الدعوة العلنية وتفضيل نهج التنظيم المغلق. ولم تنحصر أفكار سيد قطب في محيط الساحة المصرية بل امتدت إلى بقاع أخرى كثيرة من العالم الإسلامي وأوروبا فقد شكلت هذه الأفكار بريقاً جذاباً للمسلمين في كل مكان وتحول بالتالي التيار القطبي إلى تيار عالمي. ولا يزال الفكر القطبي قائمًا بل لا زال مؤثراً على نسبة ليست قليلة من شباب العالم الإسلامي. ويعتبر سيد قطب بهذه الأفكار المرجع الأول لفكر تكفير الحكام وإحياء الجهاد في هذا العصر، والولاء للدين وليس الوطن.

## النشأة
عانت جماعة الإخوان المسلمون انشقاقًا فكريًا أثناء محنة تنظيم 65 عام 1965 فقد تأثر كثيرون بأفكار سيد قطب المرجع الفكري عن الحاكمية والجاهلية وجرت بينهم وبين قيادة الجماعة مناقشات أثناء السجن خاصة بعد أن أصدرت الجماعة رسالتها الشهيرة دعاة لا قضاة التي أرادت بها مواجهة ما رأت فيه خروجًا فكريًا علي منهج الإخوان كما خطه مؤسسها حسن البنا وعقدت الجماعة مناظرات داخل السجون لعدد من هؤلاء المتأثرين بفكر سيد قطب انتهت بعودة بعضهم وموافقتهم علي الرسالة التي نسبت لمرشد الجماعة الثاني حسن الهضيبي فيما أصر كثيرون علي أفكارهم فخرجوا من الجماعة وكونوا ما صار يعرف بالتيار القطبي. وهو تيار أبرز رموزه أحمد عبد المجيد عبد السميع الذي نال حكماً بالإعدام مع سيد قطب لكنه لم ينفذ ومنظره الأول عبد المجيد الشاذلي صاحب كتاب حد الإيمان وحقيقة الإسلام الذي يمثل مانيفستو التيار القطبي وأبرزهم المرشد الثامن محمد بديع ومحمود عزت وصبري عرفة الكومي ممن قاموا بتوطين الفكر القطبي داخل الأطروحة الإخوانية. وعلى هذا فالتيار القطبي تكون في السجن بعد انتهاء محاكمات قضية الإخوان المسلمين في عام 1965 والتي تعرف عند البعض بتنظيم سيد قطب وقد تكون من مجموعة صغيرة من قادة وأعضاء الإخوان المسلمين وكان على رأسهم المُنَظّر محمد قطب شقيق سيد قطب وكان من ضمنهم كل من عبد المجيد الشاذلي ومصطفى الخضيري والدكتور محمد مأمون وقد اختلفوا مع الإخوان في عدة قضايا وأهمها إستراتيجية العمل الإسلامي.

## الأدبيات

### الحاكمية
توحيد الحاكمية أو الحاكمية وتعتبر من أهم أدبيات الفكر القطبي فمن مقتضيات كلمه التوحيد الإقرار بتوحيد الألوهية ومن مقتضيات كلمة التوحيد أن يكون الحكم لله ومن مقتضيات كلمة التوحيد أن يصاغ النظام الاقتصادي كله وفق معايير الإسلام ومن مقتضيات كلمة التوحيد أن يكون المنهج التربوي والتعليمي والإعلامي والفكري والحضاري والأخلاقي والسلوكي منبثقاً من الإسلام ومحال أن يكون ذلك كله من أجل كلمة ترددها الألسنة فحسب بل لا بد من الإقرار باللسان والتصديق بالجنان والعمل بالجوارح والأركان لتحويل جميع مقتضياتها إلى منهج حياة وواقع متحرك ومجتمع متكامل البنيان هذه المفاهيم والمعاني وغيرها هي التي ظل الرسول يربي عليها أصحابه في مكة ثلاثة عشر عامًا فإذا انتفت الدولة فقد انتفي التوحيد وهذا المفهوم هو الذي دفع سيد قطب إلى نعت مجتمعات المسلمين بوصف الجاهلية لمجرد غياب الشريعة على أرض الواقع.

### الجاهلية المعاصرة
الجاهلية المعاصرة هو مصطلح يشير إلى دعاة فصل الدين عن الدولة والحكم المدني كتهميش الإسلام وفصله عن مجالات الحياة الأخرى، احتوى سيد قطب هذا المصطلح وطور هذه النظرية شقيقه محمد قطب بناء علي تفسيرهم لقوله تعالي ﴿أَفَحُكْمَ الْجَاهِلِيَّةِ يَبْغُونَ وَمَنْ أَحْسَنُ مِنَ اللَّهِ حُكْمًا لِقَوْمٍ يُوقِنُونَ﴾.

### المنهج الحركي
وثالث أهم فكرة في أدبيات التيار القطبي هي أن المنهج الإسلامي منهج حركي واقعي وإيجابي وليس منهج نظري وفلسفي سلبي.

### التوقف والتبين
هم أتباع عبد المجيد الشاذلي أحد رفقاء سيد قطب في شعبته ويرون عدم الحكم بإسلام أو كفر أي شخص حتي يتم التوقف والتبين عليه، واشتراط حد أدنى للإسلام الظاهر اختلف أهل التوقف فيما بينهم في تحديده، ويلزم من هذا الاختلاف تكفير بعضهم بعضاً، اتفق أهل التوقف على اشتراط "ظهور الرد على من يحكم بغير ما أنزل الله" كشرط لصحة الإسلام الظاهر للمعين، أو أن يظهر أنه مكره قد وقع عليه من الإكراه ما يمنعه من إظهار الرد، فإما "ظهور الرد أو ظهور المانع منه".

### المجتمع الإسلامي
وتتلخص هذه النظرية في أنه لا بد أن تبدأ الحركات الإسلامية من القاعدة وهي إحياء مدلول العقيدة الإسلامية في القلوب والعقول وتربية من يقبل على هذه الدعوة وهذه المفاهيم الصحيحة تربية إسلامية صحيحة وعدم إضاعة الوقت في الأحداث السياسية الجارية وعدم محاولات فرض النظام الإسلامي عن طريق الاستيلاء على الحكم قبل أن تكون القاعدة المسلمة في المجتمعات هي التي تطلب النظام الإسلامي لأنها عرفته على حقيقته وتريد أن تُحكم به. ضرورة فهم العقيدة الإسلامية فهمًا صحيحًا قبل البحث عن تفصيلات النظام والتشريع الإسلامي وضرورة عدم إنفاق الجهد في الحركات السياسية المحلية الحاضرة في البلاد الإسلامية للتوفر على التربية الإسلامية الصحيحة لأكبر عدد ممكن وبعد ذلك تجئ الخطوات التالية بطبيعتها بحكم اقتناع وتربية قاعدة في المجتمع ذاته.

### الاكتفاء الذاتي
اعتمد القطبيون للتغيير الإسلامي على إستراتيجية قد دونها مؤخراً محمد قطب في كتابه «واقعنا المعاصر» وتتلخص في أنه يتحتم تربية أغلبية الشعب على العقيدة الإسلامية الصحيحة حتى إذا قامت الدولة الإسلامية الحقيقية أيدها وتحمل الصعاب التي ستترتب على قيامها من قبل القوى الغربية التي ستقاوم أي نهضة إسلامية حقيقية وستضرب حصاراً على الدولة الإسلامية الناشئة يطال كل شئ. وانطلاقاً من هذه الرؤية فالقطبيون يرون أنه يتحتم بجانب تربية الشعب قبل إقامة الدولة الإسلامية فإنه يتحتم أن يهتم أبناء الحركة الإسلامية بالتفوق في تعلم العلوم والتكنولوجيا الحديثة حتى تتوافر لهم فرص إيجاد الحلول العلمية والعملية الحديثة للتغلب على هذه الصعاب المترتبة على إقامة الدولة الإسلامية.

## الخصائص والصفات
يميل التيار القطبي إلى العنف ويستخدم لغة التهديد ويميل إليها في تطبيق فكر الجماعة وخاصة الوصايا العشرين التي هي الركيزة الرئيسية للجماعة. وكان لمؤلف سيد قطب المسمى في ظلال القرآن أهمية كبيرة جداً في العالم الإسلامي حيث نهجت على دربه معظم التيارات الإسلامية واتخذته طريقاً لها إضافة إلى كتبه الأخرى التي تعتمد في معظمها على نبرة حماسية ونهلت منها معظم الجماعات والتيارات الإسلامية ومنها خرجت شتى الجماعات وعلى رأسها جماعة الجهاد والجماعة الإسلامية ومعظم قيادات جماعة الإخوان تأثرت كثيراً بالفكر القطبي أكثر من تأثير حسن البنا نفسه المنسوب إليه تأسيس الإخوان المسلمين. ولا يميل التيار القطبي إلى الصدام مع النظام لكنه يميل إلى التخطط، وينسب لسيد قطب سبب إفراز جماعات الجهاد المسلح خلال عهدي السادات ومبارك. وما يزال التيار القطبي تياراً مؤثراً وموجود في معظم دول العالم خاصة الوطن العربي لكنهم في كل مكان لهم نفس الخصائص الموجودة فيهم في مصر من حيث البطء وعدم الفاعلية وقد أدى ذلك في بعض الحالات إلى تململ عناصر فاعلة داخل الجماعة ومن ثم الانشقاق عليها مللاً من جمود المنهج الحركي للجماعة.
تأسست حركة الإخوان المسلمين تحت تأثير الأفكار القطبية بمعزل عن الدولة ورغماً عنها وضداً لها وبدى أن الفكر القطبي يحمل مشروعاً سياسياً يوازي مشروع التحديث الناصري فالطليعة المؤمنة التي تؤسس حاكمية الله على الأرض كانت تعنى بالتواجه الضمني مع المشروع الاشتراكي في عهد عبد الناصر فقد شهدت حالة التجربة التحررية المصرية من التحالف المؤقت فجزء كبير من الضباط الأحرار ومن بينهم جمال عبد الناصر كانوا على صلة بحركة الإخوان المسلمين كما تشير الشهادات التي تؤكد أن الإخوان تعاونوا حتى عام 1954 مع نظام الثورة التي كان من المفترض أنها ستكون إسلامية قبل أن ينفرط عقد التحالف تحت الضربات الناصرية الأولى في الخمسينيات بعد قرار حظر الجماعة رسمياً.
ظهر تجهيل المجتمعات بين أفراد في جماعة الإخوان المسلمين ابتداء وأسس هؤلاء الأفراد جماعات تنتهج المصادمة والعنف معتمدين على كتابات سيد قطب - الذي كان مسؤول نشر الدعوة بجماعة الإخوان المسلمين - وتبنت قطاعات من الإخوان هذه الآراء بدرجات متنوعة وقادت الجماعة بها مدة من الزمن في بلدان متعددة وما يزال فيها لليوم من يمجد هذا الفهم لكتابات سيد قطب ولعل الهجمة التي تعرض لها الشيخ القرضاوي سنة 2004 وسنة 2009 بسبب نقده لفكر سيد قطب تشكل مثالاً على ذلك.

## التواجد

### السعودية
تم تقديم الفكر القطبي من جديد لكن بقالب سلفي في إحيائه لم تقوم به جماعات الإخوان أو الجهاد أو التكفير والهجرة وإنما يقوم به نفر من الدعاة يقدمون للناس هذا الفكر بمنظور الإسلام السلفي منهم سلمان العودة وسفر الحوالي. فقد لجأ العديد من قادة الإخوان في مصر وسورية والعراق للسعودية وتولوا التعليم والمؤسسات الدعوية كرابطة العالم الإسلامي والندوة العالمية للشباب الإسلامي وقاموا بتربية الكثير من الشباب على كتب سيد قطب وكان لهذا أثر واضح على قطاعات كبيرة من الشباب السعودي كما أن كتابات محمد قطب الجديدة معتمدة عند التيار السروري وبقيت هذه الأفكار تحت السيطرة من خلال هيمنة التنظيم.

### حركة الجهاد العالمية

راية الجهاد

يشكل المصريون - الجهاديون القطبيون - في تنظيم القاعدة قادته وموجهيه رغم نسبته للسلفية الجهادية بينما يشكل السعوديون - السلفيون - غالب جنوده الميدانيين. وحين مزج أبو محمد المقدسي أفكار التيار السروري بأفكار الحركة الجهيمانية والفكر الجهادي أنتج مجموعة من الكتابات تقوم على تبني أفكار سيد قطب لكن بخطاب وحجج تعتمد على التراث السلفي وعمل على ترويج هذه الكتب الجماعات الجهادية القطبية في معسكرات بيشاور.
مع تصاعد وتيرة الجهاد الأفغاني ذهب الكثير من الشباب السلفي للجهاد هناك بدعم من دولهم وعلمائهم السلفيين ولكن كانت معسكرات التدريب تحت إدارة الجماعات المسلحة القطبية فتعرض هؤلاء الشباب لعملية توجيه ودعوة للانضمام للمنهج القطبي على يد الجماعات المسلحة المصرية والجزائرية والسورية والليبية وغيرها. يقول كميل الطويل :«كان الفكر الذي جاءت به جماعة الجهاد المصرية المنتصر الأكبر في ساحة الاستقطاب الأفغانية وسرعان ما بدأ هذا الفكر الجهادي في الانتشار وسط الأفغان العرب ولعل النجاح الأول والأبرز الذي حققه هؤلاء الجهاديون في النصف الثاني من الثمانينيات تمثل في التأثير فكرياً في أسامة بن لادن وإقناعه بالاستقلال عن مكتب الخدمات وأميره عبد الله عزام فأسس بن لادن في البداية بيت الأنصار في بيشاور.» فكان الفكر القطبي هو المسيطر على بيوت المجاهدين ومعسكرات التدريب في بيشاور وأفغانستان.
وصرح أبي مصعب السوري :«بنى الشيخ أسامة القاعدة على جهود كوادر من تنظيم الجهاد المصري أساساً فقام هؤلاء الجهاديون - وكنت من بينهم لفترة - ببث أفكارهم الجهادية حول الولاء والبراء والحاكمية وغيرها من الأمور السياسية الشرعية وفقه الواقع في تلك المعسكرات حيث وصلت الأساليب لحد تدريب السعوديين على الرماية على صور الملك فهد وكبار الأمراء السعوديين.»
مزجت الأفكار القطبية بتراث ابن تيمية وبالتراث النجدي على يد الإخوان وخاصة التيار السروري ومن ثم على يد أبو محمد المقدسي أدى إلى تشكل نوعين من الجماعات المسلحة تقوم على أساس الفكر القطبي كما يقول أبو مصعب السوري وهي:«الجماعات الجهادية الحركية: ومعظمها انبثقت عن الصحوة الإسلامية مطلع الستينيات وحملت مؤثرات فكر الإخوان المسلمين بالإضافة للفكر الذي قام على أسس الولاء والبراء والحاكمية والذي كان من أوائل وأعظم منظريه الشهيد سيد قطب في مصر والأستاذ أبو الأعلى المودودي في باكستان. والجماعات الجهادية السلفية: وهي الجماعات الجهادية التي ضمت إلى الفكر السابق الاعتماد على عقائد السلف وفق فتاوى الإمام ابن تيمية وأمثاله من أقطاب المدرسة السلفية واعتمدت فقه الدعوة النجدية وأفكار الإمام محمد بن عبد الوهاب وأفكار من سار على هذا المنهج ممن جاء بعدهم.» فإن العامل الحاسم في ظهور الأفكار الجهادية هو أفكار سيد قطب لأن السلفيين يدرسون ويوزعون كتب ابن تيمية وعلماء المدرسة الوهابية ولا يقاتل أحدهم إلا إذا أضيف لتكوينه أفكار قطبية.

### الإخوان المسلمون
المعروف أن جماعة الإخوان تضم تيارين رئيسيين الأول ما يطلق عليه تيار البنا نسبة إلى مؤسس الجماعة حسن البنا وهو تيار يميل لاتباع الخطاب الإعلامي الهادئ للوصول إلى تحقيق الأهداف المرجوة أو بالتحديد تطبيق الوصايا العشرين التي يقوم عليها فكر الجماعة والثاني هو التيار القطبي المنسوب للرجل الثاني المهم في الجماعة وهو سيد قطب.
فالجماعة تنقسم من الداخل إلى قسمين الأول البنائون اتباع حسن البنا والقسم الثاني القطبيون اتباع سيد قطب. واستطاع الفكر القطبي أن يسيطر على قيادات جماعة الإخوان المسلمين في مكتب الإرشاد أو مدرسة التنظيم الخاص والتي تختلف بشكل جذري عن غالبية قواعد الجماعة التي تتبنى فكر الإمام المؤسس حسن البنا في أن العمل العام والمصلحة الوطنية أعلى من التزامات التنظيم. حيث يسيطر حالياً على الجماعة أي قيادات مكتب الإرشاد ومجلس شورى الإخوان والقيادات الأخرى داخل الجماعة. ولذلك وجد الخطاب الإعلامي الحالي لجماعة الإخوان المسلمين يغلب عليه فكر القطبيين أو من يقال عنهم أنصار سيد قطب. والذين كما يسمون أنفسهم الآن صقور الجماعة.
لم تنته أزمة تنظيم الاخوان المسلمين كما توقع البعض بإعلان المرشد الجديد وتسميته وهو الثامن للجماعة وقد تم اختياره بعد صراع مرير فبعد عمليات التلاعب التي خرجت نتائجها بعد انتخاب مكتب الإرشاد للتنظيم المصري والذي على أثره تم اقصاء وإبعاد عدد من الشخصيات والقيادات كانت المحصلة النهائية في سيطرة أعضاء التيار القطبي المنتمين لمدرسة سيد قطب أو من اصطلح على تسميتهم بالمحافظين على شؤون التنظيم المصري مما يفتح الباب للتكهنات حول مستقبل الجماعة وعلاقتها مع المجتمع خصوصاً أن منهج سيد قطب يذهب إلى تجهيل المجتمعات ووصفها بالجاهلية.
ومنذ إعلان المرشد السابق محمد عاكف عن رغبته بعدم الترشح مجدداً لولاية جديدة تبلور الصراع بوضوح تام داخل التنظيم بين جناحين الأول بقيادة محمد حبيب - النائب الأول لعاكف - والثاني بقيادة محمود عزة الذي استطاع من خلال قدراته التنظيمية سواء داخلياً أو خارجياً الإمساك بزمام المبادرة داخل الجماعة وفرض آلية معينة للانفراد بالقرار توجهه بمنحى اقصائي لابعاد من يرى أنهم سيقفون أمام تطلعاته. وتقدم نائب المرشد العام قبل نهاية العام الماضي باستقالته من جميع مناصبه التي يحتلها والتي من أهمها عضوية مكتب الإرشاد العالمي ومجلس الشورى العالمي مع احتفاظه بعضويته في مجلس شورى التنظيم المصري حيث اعتبر حبيب أن الإجراءات التي تمت لانتخاب المرشد الجديد باطلة.
وكشفت الأزمة أيضاً عن التنظيم الدولي للإخوان الذي عادة ما يتم انكاره والتنصل منه حيث قام الموقع الإعلامي الرسمي للجماعة بنشر النص الكامل للائحة التنظيم الدولي للاخوان المسلمين وهي اللائحة التي كشف عنها للمرة الأولى منظر الإسلام السياسي عبد الله النفيسي في كتابه الحركة الإسلامية: أوراق في النقد الذاتي.
بينما يصر البعض على تراجع ملحوظ للتيار المحافظ داخل الجماعة فمع أن خيرت الشاطر هو أحد أبرز رموز هذا التيار إلا أن السجال العنيف داخل أروقة مجلس شورى الجماعة في شأن ترشيحه للرئاسة يؤكد تلك الملاحظة. إذ إن رغبة هؤلاء المحافظين في ترشيح الشاطر جوبهت برفض عنيف داخل المجلس إلى أن حسمت بموافقة 56 عضواً مقابل رفض 54 آخرين. وتلك هي المرة الأولى في تاريخ الجماعة التي يبدو فيها التيار الإصلاحي قريباً إلى هذه الدرجة من حسم معركته في مواجهة المحافظين.
فهؤلاء المحافظون شكلوا الكتلة الأساسية داخل تنظيم الإخوان منذ أواسط الستينات وحتى اندلاع ثورة 25 يناير عام 2011 ومن ثم فقد بقي الخط الفكري والسياسي للجماعة في منطقة وسط ما بين الفكر القطبي المتشدد الذي أفرز جماعات العنف الأصولي المسلح خلال عهدي السادات ومبارك والفكر الليبرالي المنفتح لما عرف بجيل السبعينات داخل الجماعة والذي يعد عبد المنعم أبو الفتوح أحد أبرز قادته.
وكان يراهن معظم الإصلاحيين داخل الجماعة على ثورة يناير باعتبارها متغيراً أساسياً يمكن أن يساهم في إكساب سلوك الجماعة مزيداً من الشفافية والديموقراطية في اتخاذ القرار وكذلك مزيداً من الانفتاح على باقي التيارات الفكرية والسياسية، ما يمكن الجميع من بناء توافق وطني واسع في شأن كثير من الإشكاليات.

شكري مصطفى أمير الجماعة.

### جماعة الدعوة والهجرة
هي إحدي جماعات التيار القطبي أسسها شكري مصطفي أحد رفقاء سيد قطب في شعبته، تؤمن بتكفير الحكام بإطلاق لعدم حكمهم بشرع الله وتكفر المحكومين لرضاهم بهم وتكفر العلماء لعدم تكفيرهم أولئك الحكام كما يكفرون كل من أرتكب كبيرة وأصر عليها وكل من أنضم للجماعة ثم تركها، كما أن الهجرة هي العنصر الثاني في تفكير الجماعة ويقصد بها اعتزال المجتمع الجاهلي عزلة مكانية وعزلة شعورية وتتمثل في اعتزال معابد الجاهلية - يقصد بها المساجد تحت حكم العلمانيون - ووجوب التوقف والتبين بالنسبة لآحاد المسلمين بالإضافة إلى إشاعة مفهوم الحد الأدنى من الإسلام، وأما العزلة المكانية هي الهجرة للمكان الذي يحكم فيه الإسلام أو يمكن إقامة فيه حكم إسلامي.

## المناظرات

### السلفية
شنت السلفية حرباً شعواء على القطبية بسبب بعض الآراء التي أوردها سيد قطب في كتبه والتي اعتبرتها السلفية مخالفة لعقائد السلف من أهل السنة. وسارعت القطبية بالدفاع عن نفسها وإثبات التزامها بعقيدة أهل السنة. ويتهم السلفيون القطبيين بربطهم التوحيد كأساس عقيدي بتواجد الدولة وفق منظورهم على أرض الواقع فإذا انتفت الدولة وفق مفاهيمهم فقد انتفي التوحيد وهذا المفهوم القطبي هو الذي دفع سيد قطب إلى نعت مجتمعات المسلمين بوصف الجاهلية فساوي بينها وبين المجتمعات البوذية والشيوعية لمجرد غياب الشريعة في نظره على أرض الواقع وغاب عن آل قطب وأتباعهم ان الإسلام قائم فعلاً ولو غابت بعض التشريعات وأنه ليس من اللازم لنعت الإنسان بالإسلام أن يأتي بمنهج الحياة الإسلامية كاملاً طالما أنه مقر ومعتقد ومصرح بتوحيد الله تعالي في ألوهيته.
ويقول أتباع السلفية أن غاية دعوة الأنبياء هي إفراد الله بالعبادة وليست غايتهم إقامة العروش والأنظمة وإن كان من الواجبات بعد التوحيد أن تكون العروش والأنظمة وفق شرع الله على قدر الاستطاعة فذلك من مكملات التوحيد وليس هو التوحيد فالإيمان بالتوحيد والإقرار به شئ هو أصل الإيمان وما دونه من التشريعات لا يساويه والمخالفة فيما سوى التوحيد لا تخرج من الملة. فالزعم بأن الدولة الإسلامية غير موجودة زعم باطل فإن مجرد إعلان الدولة أن دينها الرسمي هو الإسلام وتقام فيها الصلاة ويحدد فيها الصيام والأعياد وينظم فيها الحج فهي دولة إسلامية ومجتمع إسلامي أما ما يوجد في الدولة كمجتمع ومرافق من مخالفات شرعية فإن هذا لا يجعلنا أن ننفي عنها الإسلام ومع هذا فالنصيحة والبيان والدعاء هو الواجب على الدعاة والعلماء وليس التحريف وتسييس الدين لإثارة الناس ضد مجتمعاتهم وولاة أمورهم.
فالتحاكم للشريعة لا يأتي بالفوضى ورفع المصحف وإثارة الناس وإنما يأتي ذلك بالنصح والرفق والحكمة ومراعاة ظروف الوقت والمكان مع عدم منازعة الأمر أهله أو إغارة الصدور ضد الحكام وولاة الأمر وإهانتهم مع الأخذ في الاعتبار أنه ليس كل حكم شرعي واجب التنفيذ يطبق إلا إذا أحاطته ظروف وأحوال تحقق الغرض من تطبيقه وانتفاء موانع ولم يترتب على تنفيذه منكر أشد من عدم تطبيقه ذلك كله استناداً لأحوال المجتمعات المعاصرة وانتشار الجهل والهيمنة الاستعمارية العالمية على المجتمعات الإسلامية توجب في هذه الحالة التبصر والتأني والهدوء والتدرج والأخذ بأيدي الناس برحمة ورفق.
ويؤكد أتباع السلفية أن من بعض انحرافات سيد قطب المنهجية تحريفه لمعني التوحيد لا إله إلا الله حيث يقرر سيد قطب في كتبه أن معني لا إله إلا الله هو : لا حاكمية إلا لله وبتعريفه هذا خالف اللسان العربي الذي نزل الوحي به وخالف تعريف أهل السنة في معني لا إله إلا الله ورتب على تعريفه هذا لغة واصطلاحًا منهجه الفكري وغاب عن سيد قطب أن المعني الشرعي لكلمة التوحيد هو : لا معبود بحق إلا الله. وتحريف سيد قطب غاية الدين أو غاية العبودية في تحقق الحاكمية أو الدولة وفي الحقيقة أن غاية الدين محدده لا اجتهاد فيها ألا وهي عبادة الله حيث قال تعالي  وَمَا خَلَقْتُ الْجِنَّ وَالْإِنْسَ إِلَّا لِيَعْبُدُونِ   وغاية العبادة هي إفراد الله بالدعاء فإن تحقق ذلك فقد التزم المسلم الغاية من دينه وإن وجد التقصير في جوانب أخرى من التشريع من معاملات وعبادات وآداب لأن الناس متفاوتون في إيمانهم مع بقاء أصل الإيمان عندهم. ويعتبر السلفية أن إقرار سيد قطب أن الإيمان كل لا يتجزأ مضاهيًا بذلك فرق الخوارج والمرجئة قديمًا وحديثاً وبالتالي يترتب على هذا الزعم أن من تخلف عنده جزء أو شعبة من الإيمان فقد كل الإيمان وهذا خلاف ما عليه علماء الإسلام قديمًا وحديثاً أن الإيمان شعب وأجزاء أعلاها لا إله إلا الله وأدناها إماطة الأذى من الطريق ولا ينتفي أصل الإيمان إلا بانتفاء الشعبة الأولى والأعلى لذا كان عندهم أي عند العلماء الإيمان يزيد بالطاعة وينقص بالمعصية.

### بين حسن البنا وسيد قطب
وكان أن انتمى للقطبيين الجيل الجديد من عناصر الإخوان في الخمسينيات والستينيات والذين وجدوا عدم مواءمة طرح البنا للمرحلة الجديدة خاصة فيما يتعلق بالموقف من الحكم بينما يري البعض الأخر أن أطروحة سيد قطب في الموقف من الحاكم هي إمتداد وتوضيع لأطروحة حسن البنا فيقول محمد قطب في كتابه "كيف ندعو الناس": «الإمام البنا، رحمه الله، له مذهبان: قديم "فيه رفق مع الحاكم، وجديد "فيه المفاصلة مع الحاكم.» حيث يذهب إلى أن حسن البنا كان في بداية دعوته يرى أفضلية أسلوب اللين والرفق في الدعوة مع الحاكم الذي لا يطبق الشريعة الإسلامية، لكن مع طول تجربته وازدياد خبرته، وجد أنه لا بد من المجابهة القوية مع هذا الحاكم لكي يطبق الشريعة الإسلامية. ويؤيد محمد قطب رأيه بمقالة كتبها حسن البنا في أواخر حياته بعنوان "معركة المصحف .. أين حكم الله؟"، ويقول محمد علي الضناوي: «ولم تتضح المبادئ التي حددها الإمام الشهيد إلا بالمعالم التي رسمها سيد قطب.» ويقول الشيخ سعيد حوى:«إن خط سيد قطب مكمل لخط البنا وليس معارضاً له، كل ما في الأمر أن سيداً عمق هذا الخط وأعطاه مداه في بعض الأمور، والأستاذ البنا هو البنا»، ويقول يوسف العظم:«كان البنا مهندس الجماعة وبانيها، وكان سيد قطب نبعها الثر بزخم فكري ثر وعطاد من فور الإيمان، يقدمه منهاج حركة ومنهاج حياة لجماعة، عملت منذ وجدت، لتطبيق شرع الله في الأرض، واستئناف الحياة الإسلامية، رغم كل الظروف القاسية والمؤامرات المريبة التي لا ترحم».

## الوصلات الخارجية
- كتاب فرق أهل السنة بقلم صالح الورداني.
- «الإخوان المسلمون» المصريون ومسارات التحول نحو السلفية جريدة الحياة اللندنية، السبت، 18 ديسيمبر 2010.